# Bladschubbigen
Bladschubbigen (Anoplogastridae) zijn een familie van straalvinnige vissen uit de orde van slijmkopvissen (Beryciformes).

## Geslachten
- Anoplogaster Günther, 1859